# 博羅韋湖 (哈爾科夫州)
博羅韋湖（烏克蘭語：Борове озеро），是烏克蘭的湖泊，位於該國東部哈爾科夫州，距離哈爾科夫約60公里，長1.5公里、寬0.5公里，面積0.36平方公里，該湖泊最大水深4米。